# توبیاس سانا
توبیاس سانا (انگلیسی: Tobias Sana؛ زادهٔ ۱۱ ژوئیهٔ ۱۹۸۹) بازیکن فوتبال بورکینافاسوتبار اهل سوئد است.
از باشگاه‌هایی که در آن بازی کرده‌است می‌توان به باشگاه فوتبال آژاکس آمستردام، باشگاه فوتبال گوتبورگ، باشگاه فوتبال یانگ آژاکس، و باشگاه فوتبال مالمو اشاره کرد.
وی همچنین در تیم ملی فوتبال سوئد بازی کرده‌است.